# Воскрешение (песня)
«Воскрешение» или «ResuRection» — музыкальная композиция российской электронной группы ППК, впервые выпущенная на аудиокассетах в 1999 году в составе альбома «Неспать. Терпеть. Remixed». Композиция основана на мелодии «La mort du héros» («Death of the hero»), представляет собой музыкальную тему из композиции «Поход» Эдуарда Артемьева к фильму «Сибириада» 1979 года. По словам Сергея Пименова, они «изменили в ней пару нот».
Инструментальная электронная композиция в стиле транс стала первым музыкальным произведением из России или СССР, попавшим в официальный хит парад Великобритании — UK Singles Chart и получившим сертифицированную награду Silver Disc British Phonographic Industry (BPI) за продажи более чем 200 000 экземпляров только за первую неделю. Также трек попал в топ Flanders — десятку самых популярных треков в Республике Ирландия, в хит парады Нидерландов, Австралии, Финляндии, Греции, а также чарт Wallonia. В США, песня заняла 26-е место в чарте Billboard Dance Club Songs. В 2021 году, трек был включен в перечень самых значимых транс композиций за все времена «Trance Top 1000»., заняв, по мнению Armin Van Buuren и его радио шоу A State of Trance, 70-е место. 

## Список композиций
| №  | Название                            | Длительность |
| -- | ----------------------------------- | ------------ |
| 1. | «ResuRection» (Radio Mix)           | 3:14         |
| 2. | «ResuRection» (Trailer Trash Remix) | 8:20         |
| 3. | «ResuRection» (The Perfecto Edit)   | 7:33         |

| №  | Название                            | Длительность |
| -- | ----------------------------------- | ------------ |
| 1. | «ResuRection» (Radio Mix)           | 3:14         |
| 2. | «ResuRection» (Trailer Trash Remix) | 8:20         |
| 3. | «ResuRection» (The Perfecto Edit)   | 7:33         |
| 4. | «ResuRection» (Robots Outro)        | 1:43         |

## Чарты и сертификаты
| Чарты (2001—2002)                   | Peak position |
| ----------------------------------- | ------------- |
| Австралия (ARIA)                    | 36            |
| Бельгия/Фландрия (Ultratop 50)      | 9             |
| Бельгия/Валлония (Ultratop 50)      | 39            |
| Europe (Eurochart Hot 100)          | 15            |
| Финляндия (Suomen virallinen lista) | 15            |
| Greece (IFPI)                       | 4             |
| Ирландия (IRMA)                     | 8             |
| Ireland Dance (IRMA)                | 1             |
| Нидерланды (Dutch Top 40)           | 2             |
| Нидерланды (Single Top 100)         | 5             |
| Romania (Romanian Top 100)          | 61            |
| Шотландия (OCC Scotland)            | 3             |
| Великобритания (OCC UK Singles)     | 3             |
| Великобритания (OCC UK Dance)       | 2             |
| Великобритания (OCC UK Indie)       | 1             |
| США (Billboard Dance Club Songs)    | 26            |

| Chart (2001)     | Position |
| ---------------- | -------- |
| UK Singles (OCC) | 70       |

| Chart (2002)                 | Position |
| ---------------------------- | -------- |
| Netherlands (Dutch Top 40)   | 55       |
| Netherlands (Single Top 100) | 76       |
| UK Singles (OCC)             | 193      |

| Регион                                                      | Сертификация | Продажи  |
| ----------------------------------------------------------- | ------------ | -------- |
| Греция (IFPI Greece)                                        | Золотой      | 10 000^  |
| Великобритания (BPI)                                        | Серебряный   | 200 000^ |
| ^ Данные о тиражах приведены только на основе сертификации. |              |          |

## Хронология релиза
| Регион         | Дата             | Носитель(и)               | Лэйбл(ы)       | Ссылки       |
| -------------- | ---------------- | ------------------------- | -------------- | ------------ |
| Russia         | 2001             | CD cassette               | PPK Management | [ 2 ] [ 30 ] |
| United Kingdom | 26 November 2001 | 12-inch vinyl CD cassette | Perfecto       | [ 31 ]       |
| Australia      | 11 February 2002 | CD                        | Perfecto       | [ 32 ]       |